# Figatellu
El figatellu (plural figatelli) és un salume (embotit) típic de la cuina corsa. Es tracta d'una salsitxa fresca feta amb fetge de porc condimentada amb molt d'all. Pot menjar-se rostida a la brasa, amb una salsa de llenties o crua, quan s'asseca i és curat. S'acompanya tradicionalment amb polenta i en algunes zones amb brocciu. Hom considera que els figatells de les comarques centrals del País Valencià provenen d'aquest embotit.
Tradicionalment el figatellu s'elaborava amb porc de l'illa (porcu nustrale). Actualment més de 90% de la producció es fa amb carn de porc importada (porcs sencers de la Bretanya o peces d'origen espanyol o holandès).
Segons un estudi de dos recercadors de Marsella, que va aparèixer en el diari francès La Provence, s'ha determinat que alguns casos d'hepatitis E poden estar relacionats amb el consum de figatelli. L'hepatitis E és una inflamació del fetge. Segons el doctor Philippe Colson, «el fetge de porc és una reserva d'hepatitis E.». La cocció pot matar el virus, per la qual raó és millor de consumir el figatellu cuinat.